# TV Sorrisi e Canzoni
TV Sorrisi e Canzoni (italienisch für „Fernsehen, Lächeln und Lieder“) ist ein italienisches Wochenmagazin, das als TV-Programmzeitschrift, Musik- und Filmmagazin Verbreitung in Italien hat.

## Geschichte

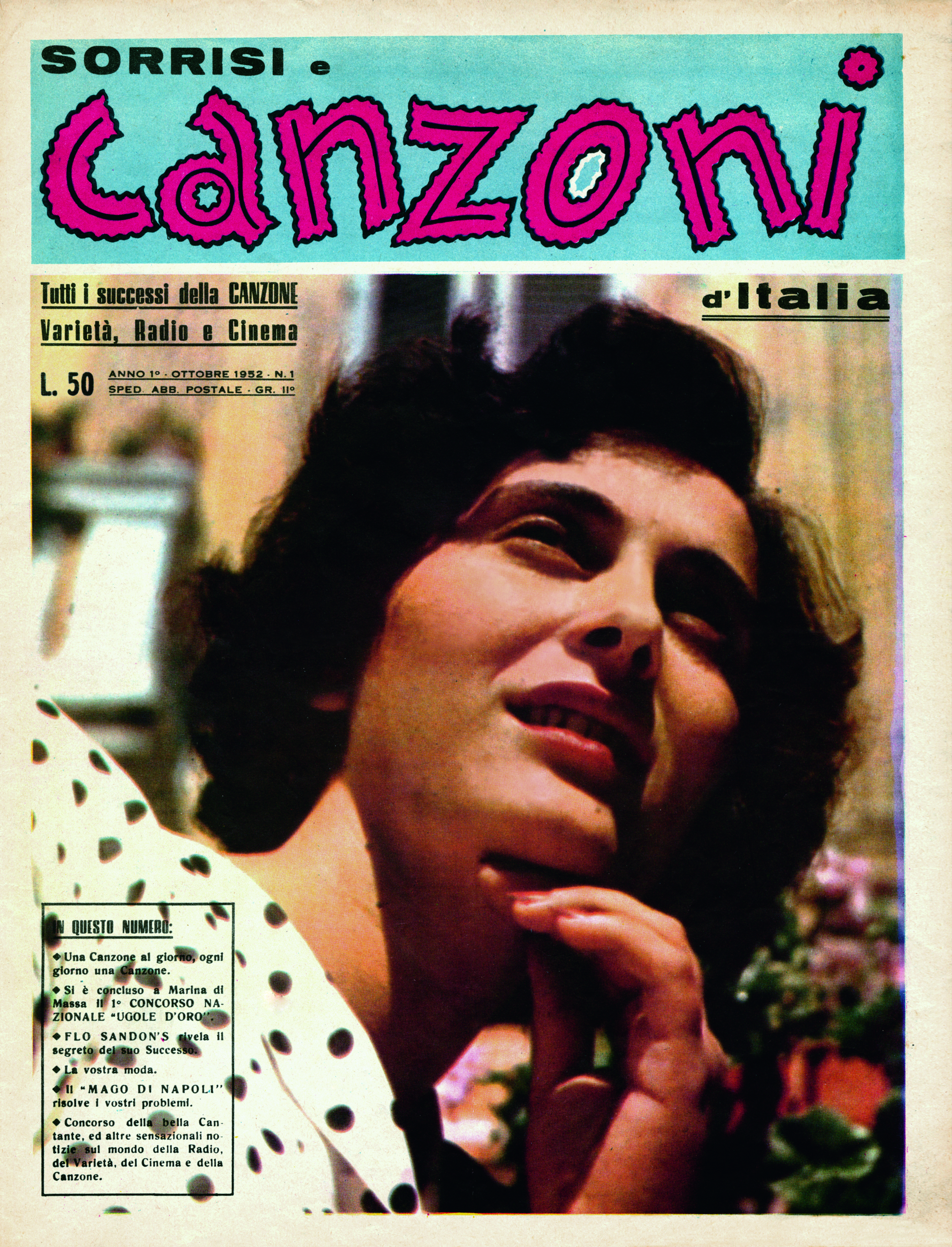
Titelseite der ersten Ausgabe des Magazins von Oktober 1952

Die Zeitschrift geht auf den Verleger Agostino Campi zurück, der zusammen mit seinem Vater Giuseppe und seinen Söhnen in Foligno einen Verlag besaß (heute Editoriale Campi), der sich auf Publikationen im Bereich populäre Musik spezialisiert hatte.
1952 gründeten sie Sorrisi e Canzoni d’Italia, die hauptsächlich Berichte über Sänger, das Radioprogramm und die offiziellen Liedtexte des gerade gestarteten Sanremo-Festivals enthielt. Schon in den ersten Jahren gelang es der Zeitschrift, durch Leserinteraktion (etwa Umfragen) große Popularität zu erlangen. Damals umfasste sie 20 Schwarz-Weiß-Seiten. Der Name wurde zunächst zu Sorrisi e Canzoni verkürzt, mit zunehmender Bedeutung des Mediums Fernsehen schließlich zu TV Sorrisi e Canzoni geändert; inhaltlich kam dann auch das Fernsehprogramm dazu.
In den 60er-Jahren, erstmals mit farbigen Titelbildern, wurde TV Sorrisi e Canzoni die meistgelesene Zeitschrift Italiens. Neben den Campi-Brüdern (den Söhnen des 1962 verstorbenen Agostino) stieg nun auch Rizzoli ins Geschäft ein. Eine kurzzeitige Umbenennung in TV Illustrazione Ende der 60er-Jahre stieß auf keinen Zuspruch, woraufhin der bisherige Name wieder aufgenommen wurde. 1973 übernahm Journalist Gigi Vesigna die Redaktion und führte u. a. die Superclassifiche (Musikcharts) oder die Verleihung des Telegatto ein. Im Jahr 1984 kaufte Silvio Berlusconis Fininvest die Zeitschrift auf.

## Chefredakteure
| Name                | Jahre     |
| ------------------- | --------- |
| Agostino Campi      | 1952–1956 |
| Giuseppe Campi      | 1956–1960 |
| Tarquinio Maiorino  | 1960–1967 |
| Giorgio De Fonseca  | 1967      |
| Antonio Lubrano     | 1967      |
| Dario Baldi         | 1967–1973 |
| Gigi Vesigna        | 1973–1994 |
| Pierluigi Ronchetti | 1994–2002 |
| Massimo Donelli     | 2002–2006 |
| Umberto Brindani    | 2006–2008 |
| Alfonso Signorini   | 2008–2012 |
| Aldo Vitali         | seit 2012 |

## Belege
1. 1 2  TV Sorrisi e Canzoni, Stampa. Mediamond, abgerufen am 29. Juni 2020 (italienisch, Stand: 2019).
2. 1 2 3 4  Massimo Emanuelli: TV Sorrisi e Canzoni. Il più amato degli italiani. In: Blog Massimo Emanuelli. 21. März 2018, abgerufen am 2. August 2019 (italienisch).
3. ↑  Massimo Emanuelli: 50 anni di storia della televisione attraverso la stampa settimanale. Greco & Greco, Mailand 2004, ISBN 88-7980-346-8, S. 399.